# Conradin Kreutzer

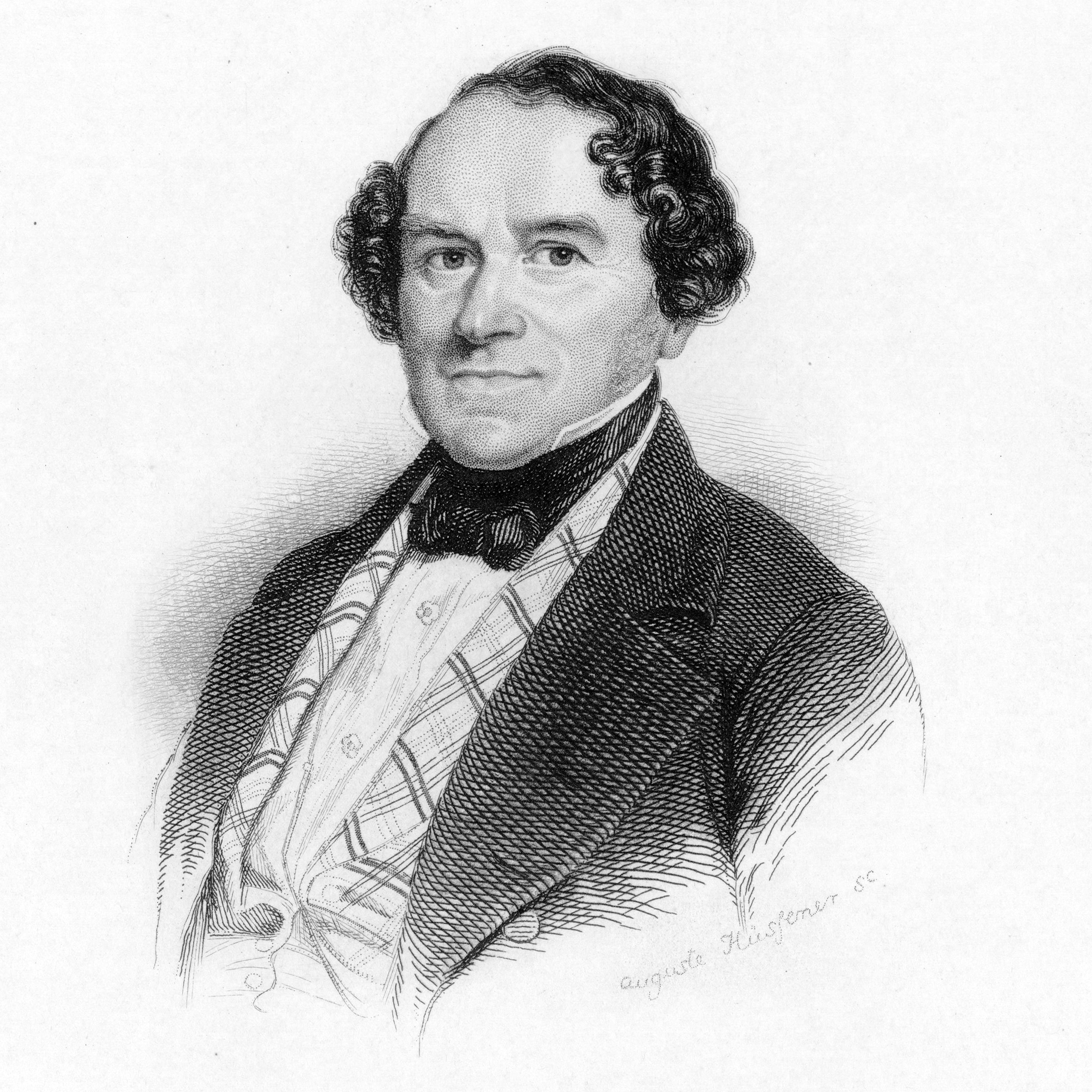
Conradin Kreutzer, Lithographie von Auguste Hüssener

Conradin Kreutzer (* 22. November 1780 in der Thalmühle bei Meßkirch im Fürstentum Fürstenberg; † 14. Dezember 1849 in Riga) war ein deutscher Musiker, Dirigent und Komponist. Er war wie Louis Spohr oder Albert Lortzing ein typischer Vertreter der Frühromantik und des musikalischen Biedermeier. Zu seinen bis heute bekannten Werken gehören die Oper Das Nachtlager in Granada und die Schauspielmusik zu Ferdinand Raimunds Verschwender (insbesondere das Hobellied).

## Leben

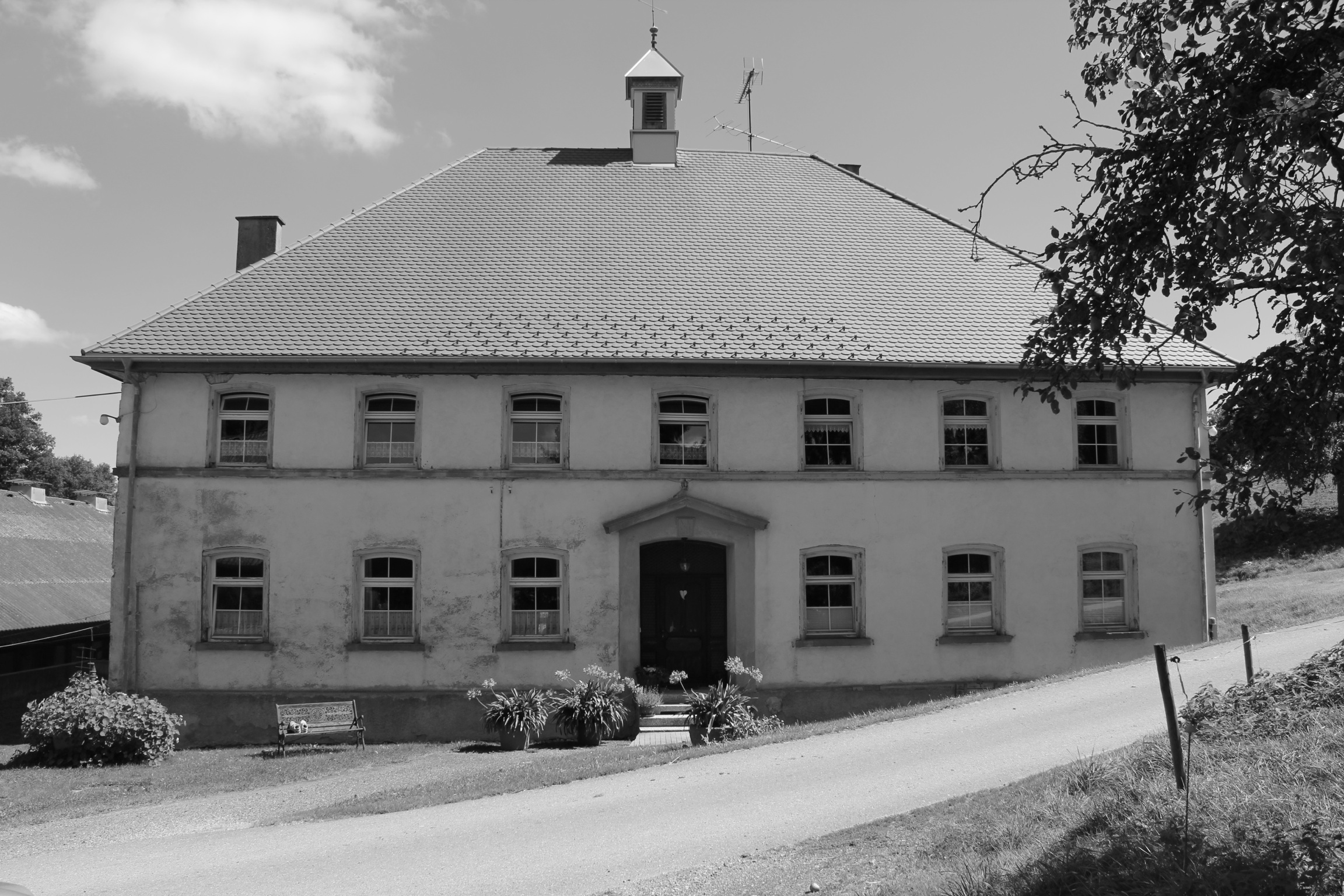
Talmühle bei Meßkirch (an der Stelle von Kreutzers Geburtsstätte erbaut)

Conradin Kreutzer kam 1789 in die Lateinschule der Benediktinerabtei Zwiefalten (wo er noch beim Komponisten Ernest Weinrauch Unterricht erhalten haben dürfte) und wechselte 1796 wegen der Wirren des Ersten Koalitionskriegs in die Prämonstratenserabtei Schussenried, wo er noch den bedeutenden Organisten Wilhelm Hanser erlebte. Ab 1799 studierte er an der Universität Freiburg im Breisgau auf Wunsch seines Vaters Jura.
Nachdem sein Vater 1800 gestorben war, begann Kreutzer seine musikalische Karriere. Er hatte bereits während seiner Schulzeit neben Klavier und Orgel auch Klarinette, Oboe und Violine zu spielen gelernt und wurde auch durch Unterricht in Gesang und Musiktheorie gefördert. Bereits in seiner Freiburger Zeit komponierte er eine kleine einaktige Oper mit dem Titel Die lächerliche Werbung, die er dort dann 1801 auch zusammen mit Studienkollegen aufführte.
Über Kreutzers Verbleib zwischen 1801 und 1804 ist nicht viel bekannt, er soll sich in dieser Zeit in der weiteren Umgebung seiner Heimatstadt Meßkirch, in der Schweiz und in Konstanz aufgehalten haben.

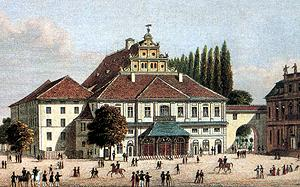
Stuttgarter Hoftheater im Lusthaus

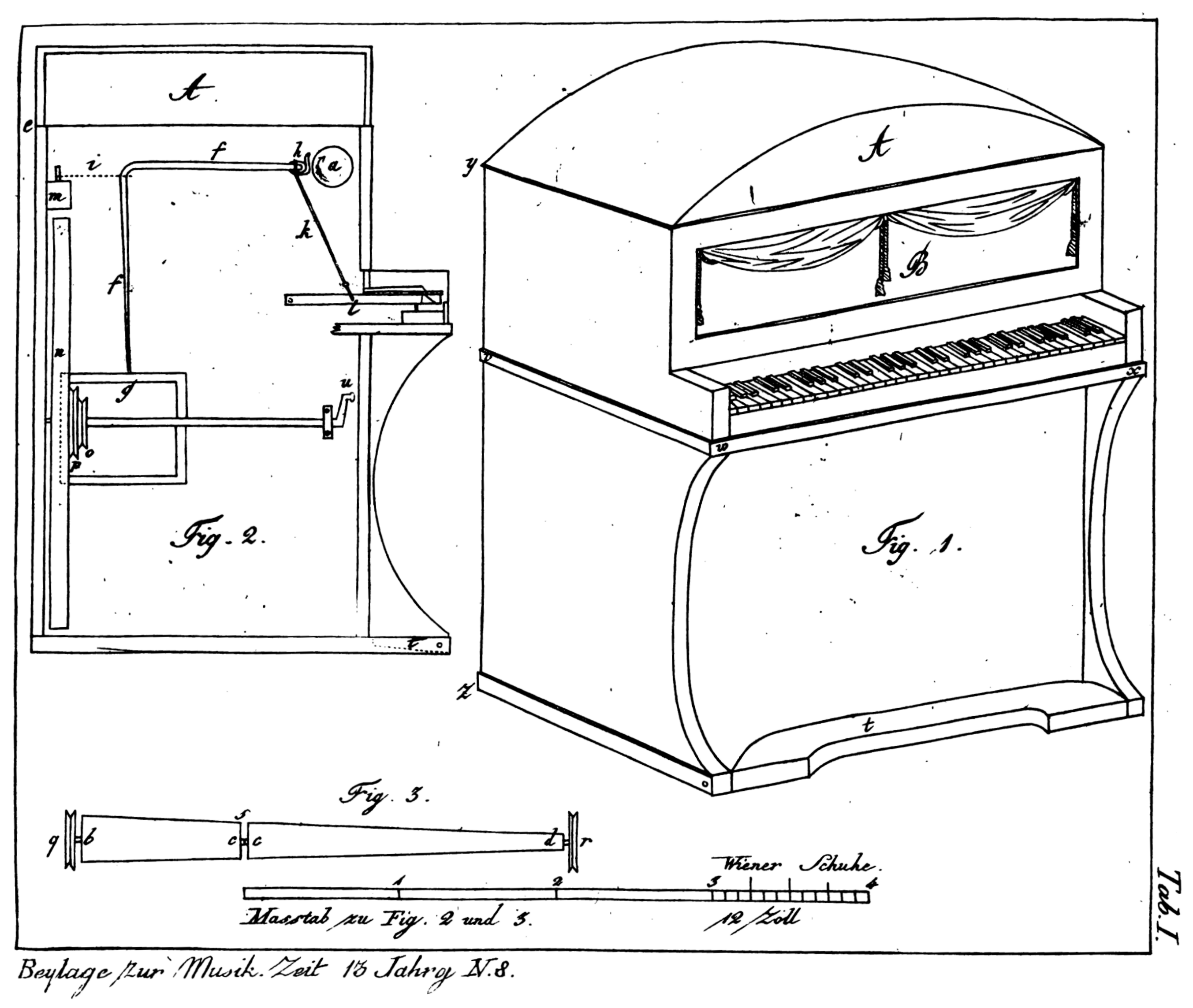
Franz Leppichs Panmelodicon

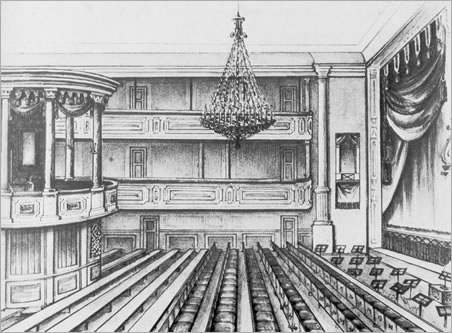
Fürstlich-Fürstenbergisches Hoftheater in Donaueschingen

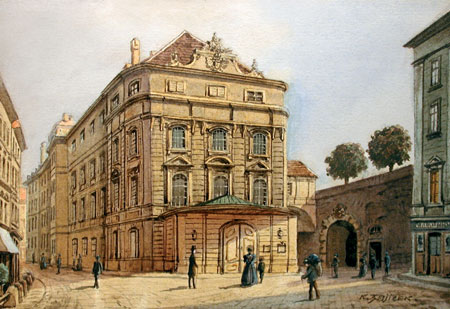
Wiener Kärntnertortheater, langjährige Wirkungsstätte Kreutzers als Dirigent, mit acht Uraufführungen zwischen 1810 und 1838

Im Sommer 1804 zog er nach Wien, wo er Kompositionsschüler des Domkapellmeisters von St. Stephan, Johann Georg Albrechtsberger, einem der Lehrer Beethovens, wurde. Durch den Besuch einer Aufführung von Salieris Oper Palmira, regina di Persia fühlte er sich zum Theaterkomponisten berufen. Seinen Lebensunterhalt verdiente er sich in Wien zunächst als Musiklehrer. In dieser Zeit schrieb er eine Reihe von Singspielen und Opern, darunter auch bereits die Erstfassung von Conradin von Schwaben. Zur Aufführung kamen Die zwei Worte (in Stuttgart 1808) sowie Jery und Bätely (in Wien 1810). Von 1810 bis 1812 reiste er unter anderem als Klavier- und Panmelodicon-Virtuose durch die Schweiz, Deutschland, Frankreich, Belgien und die Niederlande, teils begleitet von Franz Leppich, dem Erfinder dieses halbmechanischen Instruments. Nachdem 1812 die erste Vertonung des Conradin kurz nach der Neueröffnung des Hoftheaters 1812 in Stuttgart uraufgeführt worden war, trat er als Nachfolger Franz Danzis die Stelle des Stuttgarter Hofkapellmeisters an, die er bis im Sommer 1816 innehatte. Nach längeren Aufenthalten in der Schweiz – seine erste Frau Anna Huber, mit der er die Tochter Cäcilie hatte, stammte aus Glattfelden – reiste er u. a. nach Leipzig und Berlin und ließ 1818 im Prager Ständetheater seine Oper Orestes erstmals aufführen.
Zwischen 1818 und 1821 hatte er die Position eines Kapellmeisters bei Karl Egon II. zu Fürstenberg am Hoftheater Donaueschingen, suchte aber wegen starker Isolation in der weit abgelegenen Provinz auf der Baar bald nach einer anderen Anstellung.

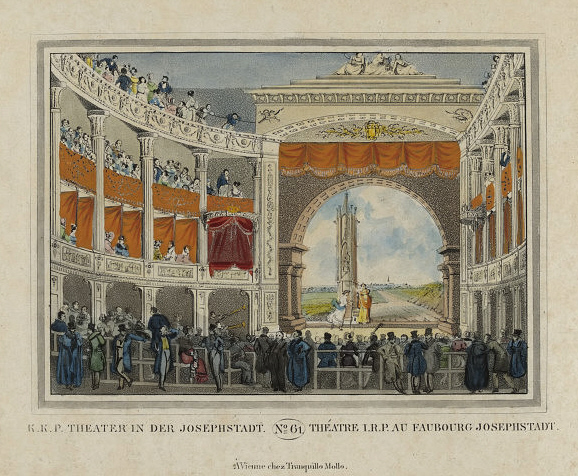
Theater in der Josephstadt, hier fanden 1834–1837 acht Kreutzer-Uraufführungen statt

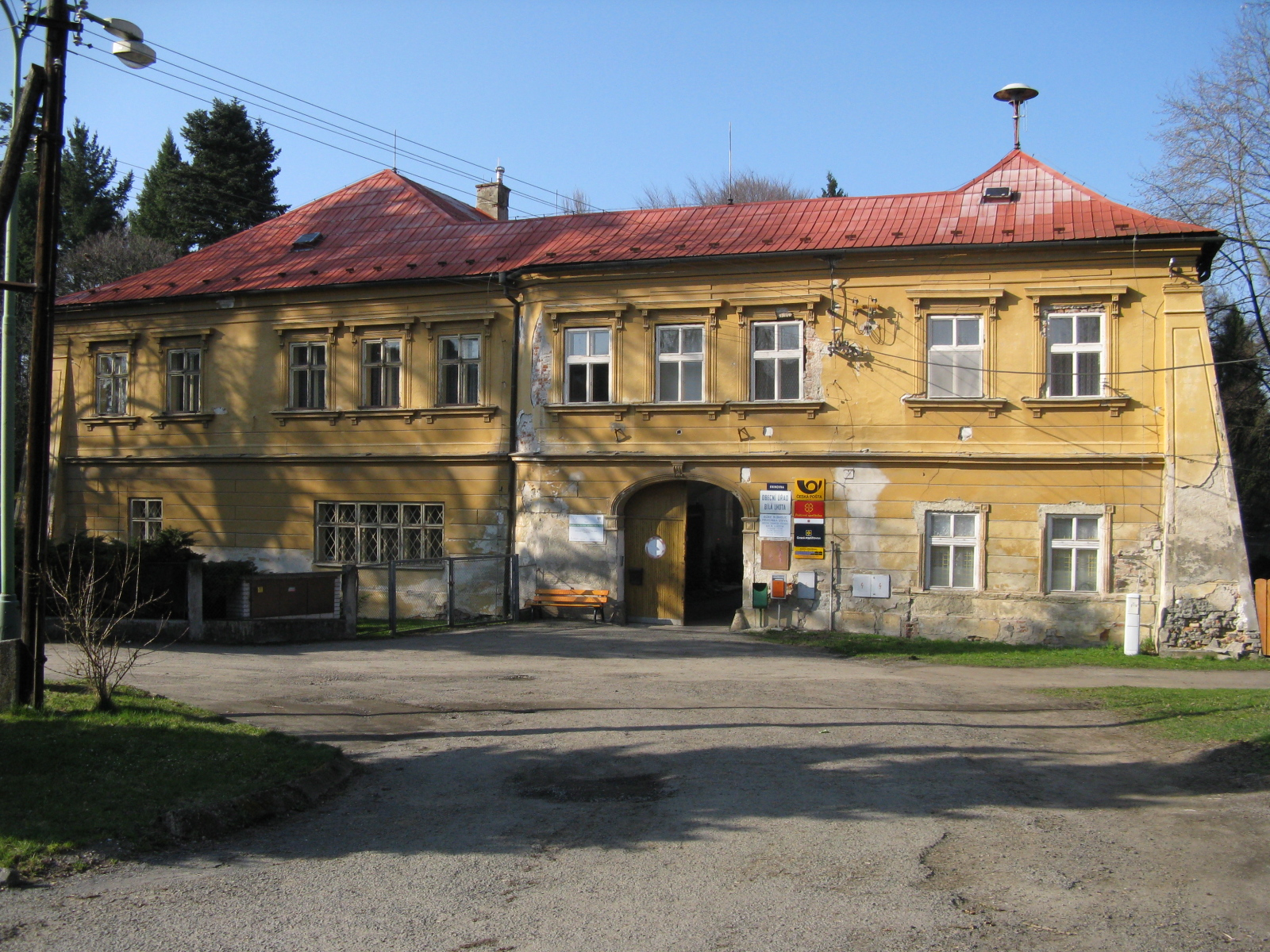
Während Kreutzers Aufenthalten auf dem Landgut seines Schwiegervaters J. A. von Ostheim in Weißöhlhütten bei Olmütz entstand u. a. Das Nachtlager in Granada

Nachdem seine Oper Libussa im Dezember 1822 am Kärntnertortheater in Wien mit großem Erfolg uraufgeführt worden war, erhielt er dort beim Impresario Domenico Barbaja die Stelle eines Kapellmeisters, die er bis 1827 bekleidete. Nach seinem zweiten Aufenthalt in Paris (1827) wurde er 1829 bis 1830 sowie von 1836 bis 1840 nochmals Kapellmeister an der Wiener Hofoper, wechselte aber für die Jahre 1833 bis 1836 an das Theater in der Josefstadt. In diese Zeit fallen seine wichtigsten musikdramatischen Produktionen wie Melusina (Berlin 1833, Uraufführung im Königsstädtischen Theater, Wiener Erstaufführung 1835), Das Nachtlager in Granada (1834) und die Musik zu Ferdinand Raimunds „Original-Zaubermärchen“ Der Verschwender. Anschließend ging Kreutzer an das nun von Balochino und Merelli gepachtete Kärntnertortheater zurück, wo er nicht nur eigene Werke herausbrachte, sondern das ganze internationale Repertoire einstudierte und als Dirigent vielfach auch die Vorstellungen mit italienischen Solisten leitete.

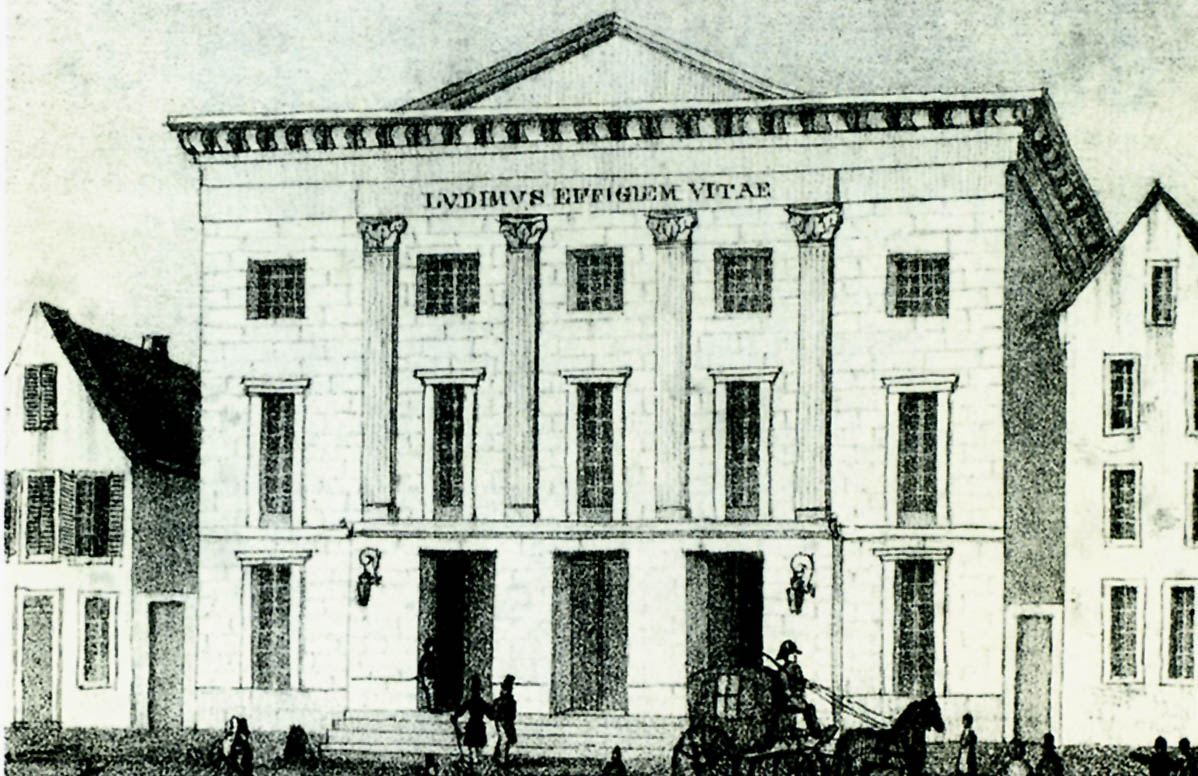
Kölner Theater an der Schmierstraße (um 1869), Kreutzers Wirkungsstätte 1840 bis 1842

1840 verließ Kreutzer Wien und begleitete seine ältere Tochter, die Sopranistin Cäcilie, auf deren Gastspielreisen nach Braunschweig und mehrere andere Theater. Seine letzte feste Stelle hatte er von 1840 bis 1842 als städtischer Musikdirektor zu Köln. Um 1842 verlieh ihm die Leipziger Universitäts-Sängerschaft zu St. Pauli die Ehrenmitgliedschaft. 1842 verließ er Köln und begleitete diesmal seine jüngere Tochter Marie (aus der Ehe mit Anna geb. Speil von Ostheim, 1802–1886), die ebenfalls Sängerin war, auf deren Gastspielreisen. Er dirigierte unter anderem in Mainz, Wiesbaden, Paris, Hamburg, Graz, Prag und Belgien und rechnete neuerlich mit Anstellungen in Stuttgart oder Wien.
Er hielt sich in dieser Zeit in verschiedenen Städten auf, so unter anderem in Frankfurt (Oder), Graz, Detmold und Riga. Nachdem Kreutzer während des Aufenthaltes in Riga, wo er kaum mehr dirigierte und überwiegend als Musiklehrer tätig war, von der Entlassung seiner Tochter wegen einer misslungenen Aufführung erfahren hatte, erlitt er einen Hirnschlag und starb wenige Tage später. Sein Grab befindet sich in der Maskavas forštate (deutsch Moskauer Vorstadt) bei der St.-Franziskus-Kirche.

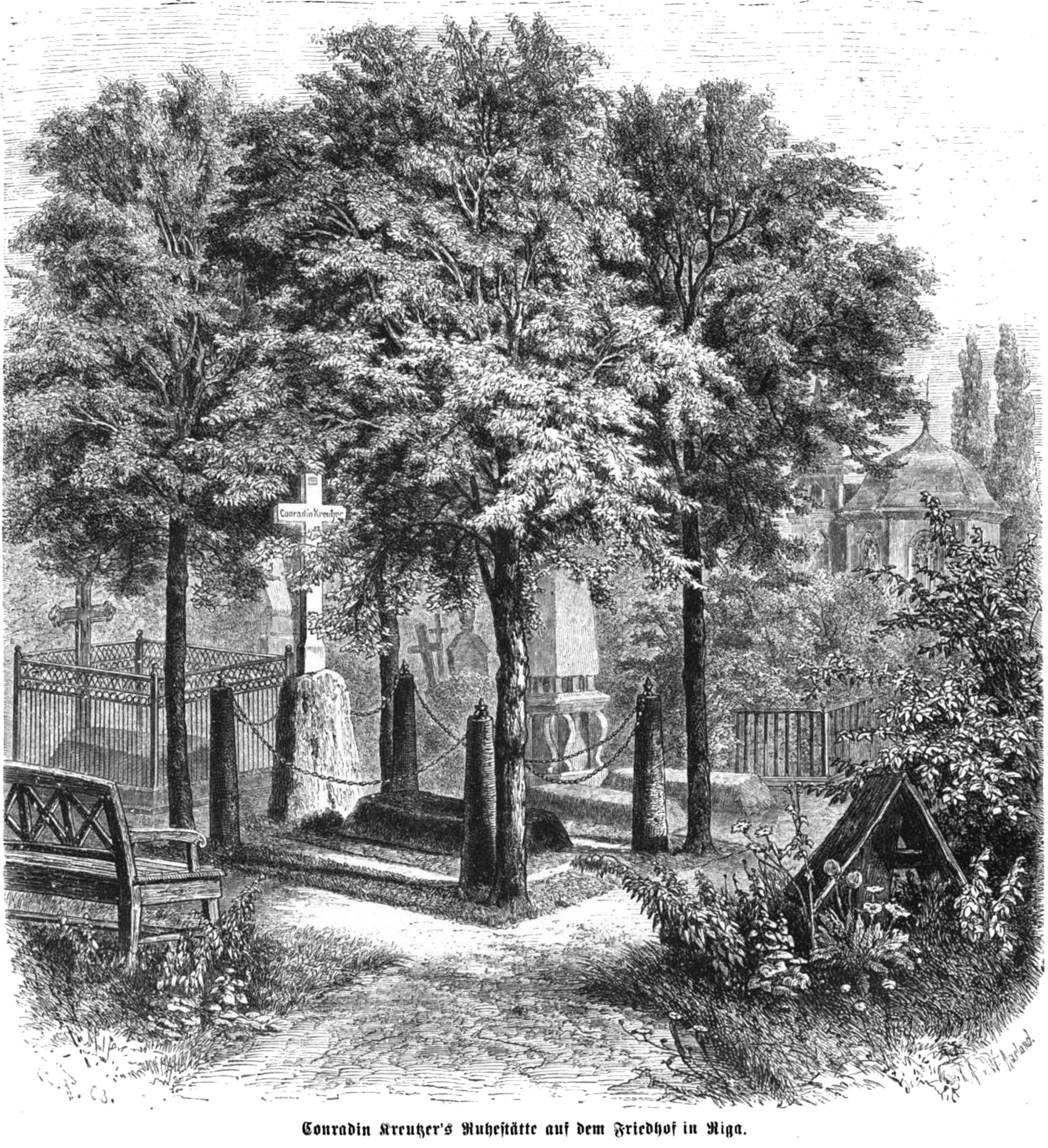
Conradin Kreutzers Ruhestätte auf dem Friedhof in Riga (Die Gartenlaube, 1868)

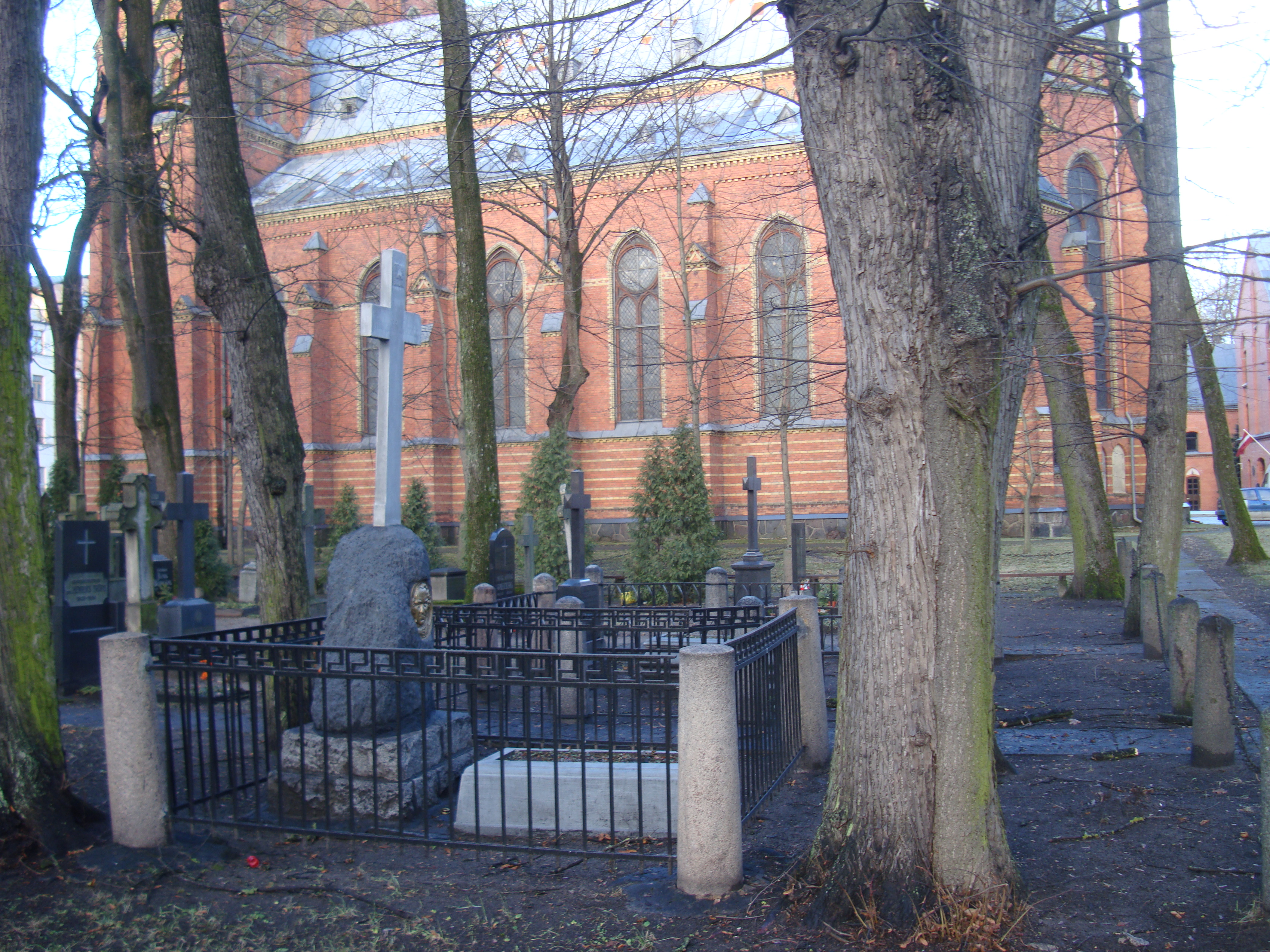
Kreuzers Grab an seinem 165. Todestag, 14. Dezember 2014

## Wirken
Kreutzers Schaffen erstreckte sich auf verschiedene Genres der Musik: Er schuf rund 50 Bühnenwerke, Werke für Kammermusik, Kirchenmusik und Lieder. In der breiten Bevölkerung waren seine Chorkompositionen, vor allem für Männerchor, in denen er vielfach Gedichte von Ludwig Uhland vertonte, ausgesprochen verbreitet. Neben seinem Interesse für Leppichs Panmelodicon ist auch jenes für Carl und Martin Blessings Orchestrion hervorzuheben, für den er zahlreiche Arrangements schuf.
In seiner Wiener Zeit entstanden unter anderem die Opern Libussa, Cordelia (zunächst unter dem Titel Adele von Budoy für Anna Pauline Milder-Hauptmann, dann für Wilhelmine Schröder-Devrient umgearbeitet), Melusina (1833 nach einem Text, den Franz Grillparzer ursprünglich für Beethoven geschrieben hatte), Das Nachtlager in Granada (1834) sowie die Schauspielmusik zu Raimunds Der Verschwender (1833), in dem das ebenso berühmte wie populäre Hobellied vorkommt. Seine übrigen Opern sind weitgehend vergessen.
Zu Kreutzers Schülern gehörte u. a. Josef Wurda.

## Rezeption

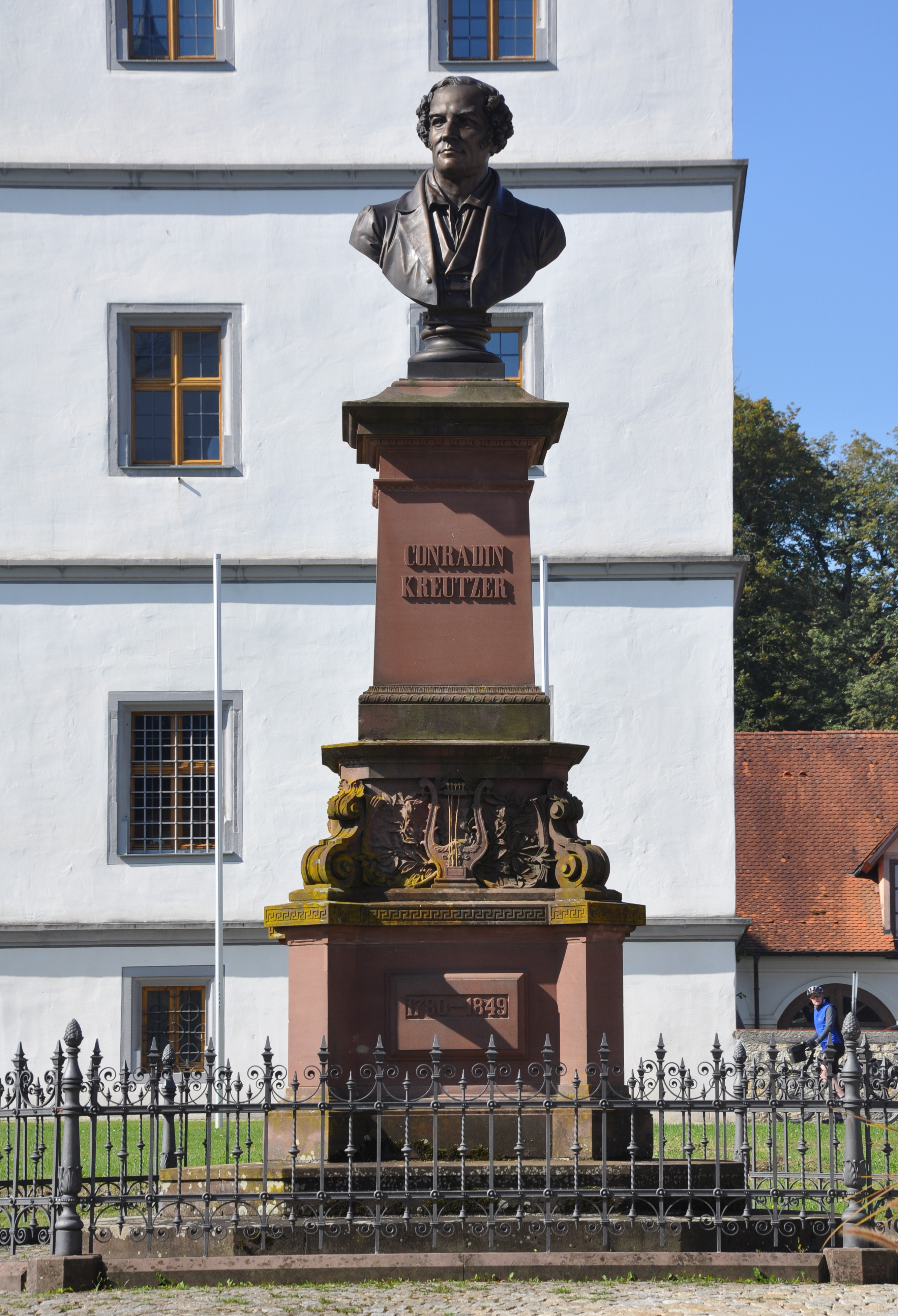
Hans Baurs Denkmal zu Ehren Kreutzers vor dem Schloss in seiner Geburtsstadt Meßkirch

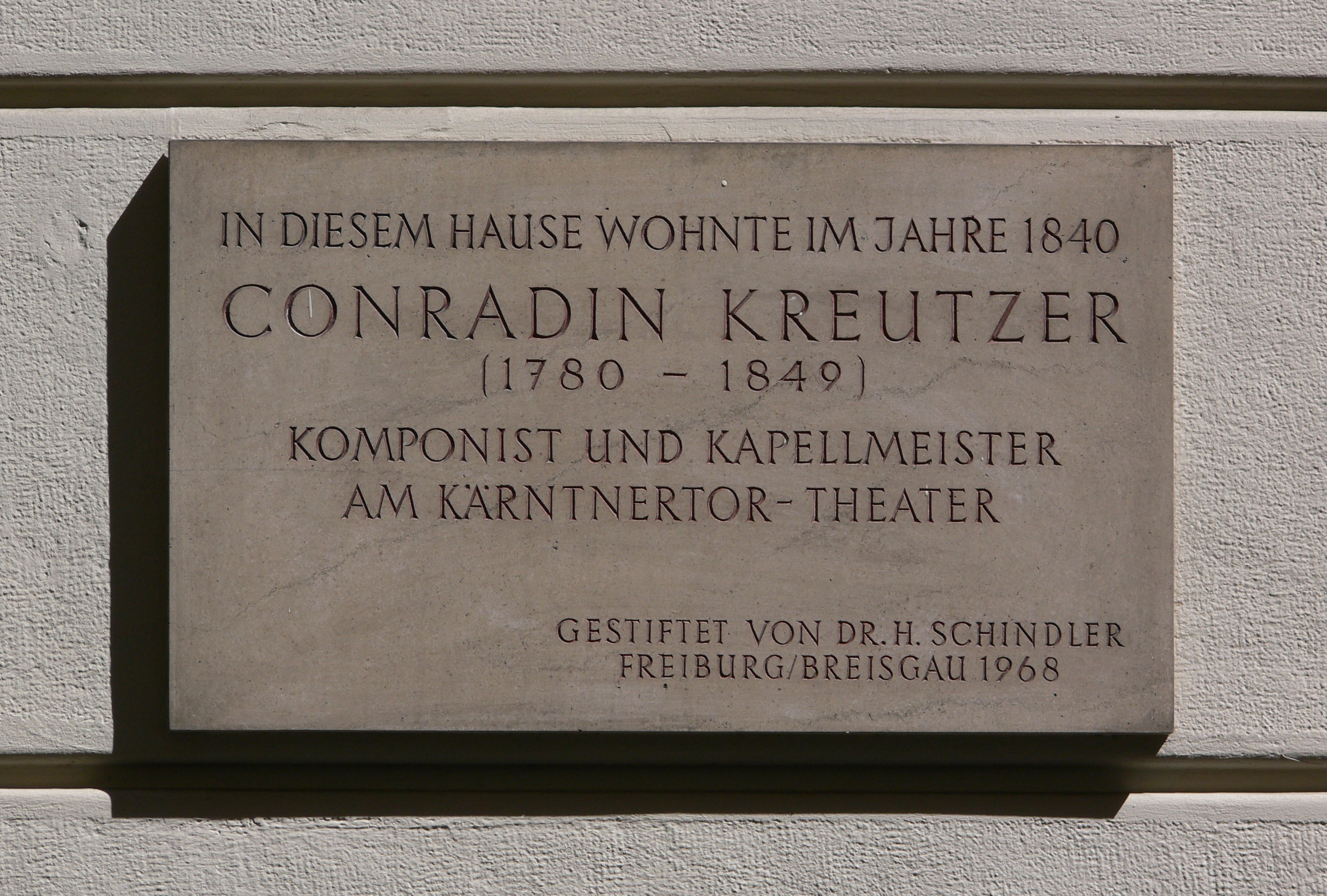
Gedenktafel für Conradin Kreutzer am Palais Starhemberg in der Dorotheergasse 9

Seine Bedeutung im frühen 19. Jahrhundert wird in Gustav Schillings Encyclopädie der gesamten musikalischen Wissenschaft von 1837 so beschrieben:

„Als Componist steht er in der Reihe der Beliebtesten seiner Zeitgenossen. Er weiß die Melodik des italienischen Styles mit französischer Eleganz und deutscher Kraft zu vereinen. Gesang ist immerdar der alles umschliengende Zaubergürtel, der eben sowohl in seinen reizenden Cantilenen als vielstimmigen Combinationen sich entfaltet.“

Im Musikalischen Conversations-Lexikon von 1876 wird er noch als „der gefeierte Liebling der Nation“ bezeichnet, dessen Stärke „die ansprechende, liebenswürdige und vor allem sehr sangbare Melodie“ sei.
In Meyers Konversationslexikon von 1888 wird darauf hingewiesen, dass schon damals nur noch wenige seiner 30 Opern bekannt waren:

„Von seinen zahlreichen Bühnenwerken, denen es zwar nicht an Grazie und Innigkeit, jedoch an Tiefe und dramatischer Wirksamkeit fehlt, haben nur das Nachtlager zu Granada (1834 für das Josephstädter Theater in Wien geschrieben) und die Musik zu Raimunds Verschwender ihre Anziehungskraft bis zur Gegenwart bewahrt; seine lyrischen Arbeiten dagegen, namentlich die Chöre für Männergesang, sind noch heute in großer Anzahl verbreitet und Lieblingsstücke der betreffenden Kreise.“

Im heutigen Musikbetrieb ist Conradin Kreutzer vornehmlich als Verfasser einzelner Melodien aus einigen seiner Opern bekannt wie der Abendchor aus dem Nachtlager in Granada oder seine Männerchöre und Lieder. Auch kammermusikalische Werke aus Kreutzers Feder werden hie und da aufgeführt.
2022 wurden zwei Opern Kreutzers wieder zu Gehör gebracht, Der Taucher (in Backnang und Messkirch) sowie Melusina (in Linz).

## Ehrungen (Auswahl)
Zwischen 1822 und 1840 war Kreutzer mehrfach in der Wiener Alserkirche tätig und wurde deshalb 1834 von der Pfarrei zum Ehrenmitglied ernannt, wie folgendes Zitat belegt: 

„Das Dekret als Ehrenmitglied wurde Konradin Kreutzer wegen mehrmaliger Direction, sowohl bei Vereinsconcerten als auch am Chore und Aufführung seiner Compositionen in der Alser Pfarrkirche dankbar überschickt. Wien am 5. März 1834.“

- Ehrenmitglied der Gesellschaft der Musikfreunde in Wien
- Ehrenmitglied der Philharmonischen Gesellschaft Laibach

Seit 1998 vergibt das Land Baden-Württemberg die nach ihm benannte Conradin-Kreutzer-Tafel für Verdienste um die Pflege der Laienmusik.
In Berlin, Frankfurt am Main, Wiesbaden, Dresden und Freiburg im Breisgau sind Straßen nach Conradin Kreutzer benannt.

## Werke

### Geistliche Werke, Messen und weitere Kirchenmusik
- Moses Sendung, Oratorium in zwei Teilen (Text: Johann Adam Osiander; 1814)
- Missa de Sancta Francisca in Es-Dur, KWV 3105
- Missa di Sancti Conradi in D-Dur, für vierstimmigen gemischten Chor (SSATB), Orchester und Orgel
- Missa in B-Dur – Meßkircher Messe, KWV 3111
- Missa Solennis in a Moll, für gemischten Chor, Orchester und Orgel, KWV 3101
- Pastoralmesse in A-Dur, für Solisten, gemischten Chor, 2 Klarinetten, 2 Trompeten, 2 Posaunen, Streicher, Pauken und Orgel, KWV 3104
- Te Deum in D-Dur, KWV 3301 und etwa ein Dutzend weitere Messen

### Opern und Singspiele
– mit Uraufführungsdaten und -stätten –
- Die lächerliche Werbung, Singspiel in einem Akt (entstanden um 1800 in Freiburg im Breisgau; eine Neubearbeitung als Die Militz oder Die lächerliche Werbung entstand 1802 ebenda; siehe auch Die lustige Werbung, 1826)
- Die zwei Worte oder Die Nacht im Walde, auch Die zwei Worte oder Die Schreckensnacht oder Die Nacht im Walde, Operette in einem Akt (Text: Karl Alexander Herklots nach Benoît-Joseph Marsollier des Vivetières; entstanden 1808 in Stuttgart; UA 11. November 1808 in Stuttgart)
- Aesop in Phrygien oder Aesop in Lydien, Oper in einem Akt (Text: Matthäus Stegmayer nach Edmé Boursault; entstanden 1808 in Wien [?]; nicht aufgeführt, verschollen; siehe auch Esop in Lydien, 1821)
- Der Eremit auf Formentera, Singspiel in zwei Akten (?; Text: August von Kotzebue; UA um 1802–1804; verschollen)
- Panthea (entstanden um 1807; nicht aufgeführt; verschollen)
- Der Apollo-Saal, Scherzspiel in einem Akt (Text: Tobias Frech von Ehrimfeld; UA vermutlich 1808 in einem Privattheater in Wien)
- Jery und Bätely, Singspiel in einem Akt (Text: Johann Wolfgang von Goethe; UA 19. Mai 1810 im Kärntnertortheater in Wien)
- Feodore, Operette in einem Akt (Text: August von Kotzebue; UA 8. März 1812 in Stuttgart)
- Conradin von Schwaben, große tragische Oper in 3 Akten (Text: Carl Borromäus Weitzmann; entstanden vor 1810; UA 30. März 1812 in Stuttgart)
- Psyche, Oper (komponiert vermutlich in Stuttgart; nicht aufgeführt, verschollen; KWV deest)
- Die Insulanerinnen, Oper in zwei Akten (Text: Johann Friedrich Schlotterbeck nach L’isola disabitata von Pietro Metastasio; UA 25. März 1813 in Stuttgart; Neufassung 11. Februar 1829 im Kärntnertortheater in Wien)
- Alimon und Zaide oder Der Prinz von Catanea, Oper in drei Akten (UA am 24. Februar 1814 in Stuttgart)
- Die Nachtmütze des Propheten Elias (Zensurtitel: Die Schlafmütze oder Die Zaubermütz), Operette in einem Akt (Text: August von Kotzebue; UA 3. Januar 1814 in Stuttgart)
- Die Alpenhütte, Oper in einem Akt (Text: August von Kotzebue; UA 1. März 1815 in Stuttgart)
- Der Herr und sein Diener, Oper in einem Akt (UA 30. November 1815 in Stuttgart; verschollen)
- Esop in Lydien, Oper in drei Akten (Text: Matthäus Stegmayer nach Edmé Boursault; Neufassung von Aesop in Phrygien, entstanden 1816 und uraufgeführt 28. Januar 1821 in Donaueschingen für die Hofgesellschaft des Fürsten von Fürstenberg; öffentliche UA am 13. Dezember 1822 in Stuttgart)
- Orestes, heroische Oper in drei Akten (Text: Georg Reinbeck nach Vittorio Alfieris Electra; entstanden 1816; UA 6. Mai 1818 Ständetheater in Prag)
- Adele von Budoy, lyrisch-tragische Oper in einem Akt (Text: Pius Alexander Wolff; entstanden 1819; UA 13. August 1821 in Königsberg; siehe auch Cordelia, 1823)
- Libussa, romantische Oper in drei Akten (Text: Joseph Carl Bernard; UA 4. Dezember 1822 im Kärntnertortheater Wien; UA der Fassung mit Rezitativen: 1. Dezember 1823, Berlin)
- Cordelia, lyrisch-tragische Oper in einem Akt (Text: Pius Alexander Wolff; UA 15. Februar 1823 im Kärntnertortheater in Wien; Bearbeitung von Adele von Budoy, 1821)
- Sigune, nordisches Märchen mit Musik [Melodram] in drei Akten (Text: Andreas Schumacher; UA 20. November 1823 im Theater an der Wien)
- Der Taucher, romantische Oper in zwei Akten, neue Bearbeitung einer älteren Fassung von 1813 mit Rezitativen (Text: Franz Carl Weidmann [?] nach Samuel Gottlieb Bürde; UA 24. Januar 1824 im Kärntnertortheater Wien; Neufassung bearbeitet von Georg Ernst von Hofmann, UA 18. Dezember 1834 im Theater in der Josefstadt, Wien)
- Erfüllte Hoffnung, ländliche Szene [Singspiel] in einem Akt (anonyme Umarbeitung nach Die Wunderperle; UA 2. Dezember 1824 im Theater an der Wien)
- Die lustige Werbung, Singspiel in zwei Akten (Text: C. B. nach dem Französischen; UA 27. Juni 1826 im Theater in der Josefstadt Wien; Neubearbeitung von Die Militz oder Die lächerliche Werbung mit sechs neuen Nummern und neuer Orchestrierung, verschollen)
- La Folle de Glaris (Text: Thomas Sauvage, bearbeitet und ergänzt von Hieronymus Payer; UA 21. April 1827 im Théâtre de l’Odéon in Paris; deutsche Fassung als Die Irrende in den Alpen, UA 1829 in Aachen; siehe auch Adele von Budoy, 1821, und Cordelia, 1823)
- L’Eau de jouvence, Opéra-comique in einem Akt (Text: Félix-Auguste Duvert und Joseph-Xavier Boniface [= Saintine]; UA 13. Oktober 1827 im Théâtre de l’Odéon in Paris; verschollen; deutsche Bearbeitung: siehe Die Verjüngerungs-Essenz, 1838)
- Denise. Das Mädchen von Montfermeil, Liederspiel in fünf Akten (Text: Andreas Schumacher nach dem Vaudeville La Laitière de Montfermeil von Paul de Kock; UA 3. Oktober 1829 im Kärntnertortheater Wien; Umarbeitung in drei Akte im Dezember 1829; aufgeführt?)
- Baron Luft, Operette in einem Akt (nach dem Französischen; UA 20. Januar 1830 im Kärntnertortheater Wien)
- Die Jungfrau, romantische Oper in drei Akten (Text: Andreas Schumacher nach Pierre-François Mervilles La Femme sanglante; UA 9. November 1831 in Prag; endgültige Fassung der in MGG genannten, nicht nachweisbaren Luna, entstanden 1826, KWV deest)
- Der Lastträger an der Themse, Oper in drei Akten (Text: Hermann Herzenskron frei nach dem Englischen und nach August von Kotzebue; UA 16. Februar 1832 in Prag)
- Melusina, romantische Oper in drei Akten (Text: Franz Grillparzer; UA 27. Februar 1833 im Königsstädtischen Theater in Berlin)
- Der Ring des Glücks oder Die Quellenfürstin im Alpentale, romantisches Zauberspiel mit Gesang und Tanz (Text: Franz Carl Weidmann nach einem österreichischen Volksmärchen; UA 19. Dezember 1833 im Theater in der Josefstadt Wien; verschollen)
- Das Nachtlager in Granada, romantische Oper in zwei Akten (Text: Karl Johann Braun von Braunthal nach Johann Friedrich Kind; UA 13. Januar 1834 im Theater in der Josefstadt Wien; UA einer Fassung mit Rezitativen am 9. März 1837 im Kärntnertortheater Wien)
- Der Verschwender, Bühnenmusik für das romantische Zaubermärchen in drei Akten von Ferdinand Raimund (UA 20. Februar 1834 im Theater in der Josefstadt, Wien)
- Tom Rick oder Der Pavian, komisches Singspiel in drei Akten mit Tanzgruppierungen (Text: Joseph Kupelwieser nach dem Französischen; UA 1. Juli 1834 im Theater in der Josefstadt, Wien; verschollen)
- Fortunat, romantisches Zaubermärchen in fünf Akten (Text: Eduard von Bauernfeld; UA 24. März 1835 im Theater in der Josefstadt, Wien – verschollen
- Der Bräutigam in der Klemme – Singspiel in einem Akt – Text: Hermann Herzenskron – UA 24. Juni 1835 im Theater in der Josefstadt Wien; verschollen)
- Traumleben oder Zufriedenheit, die Quelle des Glückes, romantisch-komisches Zauberspiel mit Gesang, Tanz und Tableaux in drei Akten (Text: Franz Xaver Told; UA 10. Oktober 1835 im Theater in der Josefstadt, Wien; verschollen)
- Die Höhle bei Waverley, romantische Oper in drei Akten (Text: Georg Ott nach Adam Öhlenschlägers Die Ludlams Höhle; UA am 6. April 1837 im Theater in der Josefstadt, Wien; UA einer Neufassung des zweiten und dritten Akts und neue Rezitative am 5. Dezember 1838 ebenda)
- Der Gang zum Eisenhammer, große romantische Oper in drei Akten (Text: Johann Anton Friedrich Reil nach Friedrich Schiller; UA 16. Dezember 1837 im Kärntnertortheater Wien; siehe auch Fridolin oder Der Gang zum Eisenhammer, 1845)
- Die Verjüngerungs-Essenz, komische Operette in einem Akt (Text: Karl Johann Braun von Braunthal nach Félix-Auguste Duvert und Joseph-Xavier Boniface [= Saintine]; UA 24. September 1838 im Kärntnertortheater Wien; Neufassung von L’Eau de jouvance, 1827)
- Die beiden Figaro, komische Oper in zwei Akten (Text: Georg Friedrich Treitschke nach Johann Friedrich Jünger; UA 12. August 1840 im Opernhaus am Hagenmarkt, Braunschweig)
- Der Edelknecht, romantische Oper in drei Akten (Text: Charlotte Birch-Pfeiffer nach Philipp Wilhelm Blumenhagen; UA 21. Juni 1842 in Wiesbaden; UA in neuer Textfassung von Wilhelm Ehlers am 11. Dezember 1843 in Mainz; UA der Fassung mit Rezitativen in vier Akten am 13. Oktober 1846 in Graz)
- Fridolin oder Der Gang zum Eisenhammer, Oper in drei Akten (Text der Neufassung: Ernst Pasqué nach Friedrich Schiller und Johann Anton Friedrich Reil; UA 20. April 1845 in Darmstadt; 1944 verbrannt)
- Klein-Roland, Operette in einem Akt (Text: Ernst Pasqué nach Ludwig Uhland; Entwürfe entstanden Anfang 1846, verschollen)
- Des Sängers Fluch, große dramatische Szene mit Gesang, Tanz und Tableaux in einem Akt (Text: Ernst Pasqué nach Ludwig Uhland und einem Gemälde von Folz; UA am 27. Mai 1846 in Darmstadt)
- Die Hochländerin am Kaukasus, romantische Oper in drei Akten (Text: Berndt von Guseck = Karl Gustav von Berneck; UA 16. November 1846 in Hamburg; eine Neufassung in vier Akten als Die Hochländerin, entstanden 1849, ist verschollen)
- Aurelia, Herzogin von Bulgarien, romantische Oper in drei Akten (Text: Carl Gollmick nach Johanna Franul von Weißenthurns Der Wald bei Hermannstadt; entstanden 1847; UA 20. August 1851 in Kassel)
- König Conradin, Oper in vier Akten (Text: Berndt von Guseck = Karl Gustav von Berneck; entstanden 1847–48, nicht aufgeführt)
- Das Wiedersehen, Genrebild mit Gesang und Tanz in einem Akt (Text: Franz Wallner; UA 1856 Königsstädtisches Theater, Berlin)

### Werke für Orchester (und Klavier)
- Concert Nr. 1 in B-Dur, für Klavier und Orchester, op. 42 (1818)
- Concert Nr. 2 in C-Dur, für Klavier und Orchester, op. 50 (1822)
- Variationen, für Klavier und Orchester, op. 35
- Variationen, für Klarinette und Orchester, op. 36
- Variationen in B-Dur, für Fagott und Orchester, KWV 4202
- Variationen in G-Dur für die chromatische Trompete, für Trompete und Orchester
- Concert Nr. 3 in Es-Dur, für Klavier und Orchester, op. 65
- Entre-Actes, für Orchester, op. 110
- Variation des Walzers von Anton Diabelli für Teil II des Vaterländischen Künstlervereins

Kammer- und Klaviermusik
- 6 Pièces faciles, für Querflöte (oder Violine) und Klavier, op. 31 (1818)
- Zwei Trios, für Querflöte (oder Violine), Cello und Klavier, op. 23 (1821)
  1. in B-Dur
  2. in G-Dur
- Duo in C-Dur, für 2 Klarinetten
- Fantasie sur un thème suisse, für Klarinette, Viola, Cello und Klavier, op. 55
- Fantaisie et variations sur un air suisse, für Klarinette, Viola und Klavier, op. 66
- Großes Quartet in e-Moll, für Violine, Viola, Cello und Klavier
- Quartett in Es-Dur, für Klarinette, Violine, Viola und Cello
- Quintett in A-Dur, für Querflöte, Klarinette, Viola, Cello und Klavier
- Romance favorite – Partant pour la Syrie et varie, für Klarinette und Klavier
- Sechs Walzer, für blazerssexter (2 Klarinetten, 2 Hörner und 2 Fagotte)
- Septet in Es-Dur (Grand Septuor), für Violine, Viola, Cello, Klarinette, Horn, Fagott und Kontrabass, op. 62
- Septet in F-Dur, für Klarinette, Fagott, Horn, 2 Violinen, Viola, Cello und Kontrabass
- Sonate concertante in G-Dur, für Flöte und Klavier, op. 35
- Trio, für Csakan (Stockflöte), Viola und Gitarre
- Trio, für Klarinette, Fagott und Klavier
- Trio, für 2 Klarinetten und Viola
- Trio, für 2 Klarinette und Bassetthorn
- Trio in Es-Dur, für Klarinette, Fagott und Klavier, op. 43, KWV 5105
- Acht kleine Clavierstücke
- Sonatine en fantasie, für Klavier vierhändig, op. 25
- Pièces faciles, für Klavier vierhändig, op. 34 (1819)
- Sonatine ou Fantaisie, für Klavier vierhändig, op. 61 (1825)

Lieder (Auswahl der bekanntesten)
- Da streiten sich die Leut herum (Hobellied) (Text: Ferdinand Raimund)
- O schafft mir Wein! (Text: Ludwig Uhland)
- Wir sind nicht mehr am ersten Glas (Text: Ludwig Uhland)
- Schäfers Sonntagslied (vierstimmiger Männerchor, Text: Ludwig Uhland)

## Diskografie
Geistliche Werke
- Messen KWV 3111 und 3105; Te Deum KWV 3301 – Götz, Sandhoff, Schöpflin, SWR Symphonieorchester, Alexander Šumski

Musikdramatische Werke
- Das Nachtlager in Granada – Hermann Prey, Regina Klepper, Michael Pabst, Wolf Matthias Friedrich, Cornelius Hauptmann, Martin Blasius, Kölner Rundfunkchor und Orchester, Helmuth Froschauer

Lieder und Chöre
- Lieder: Wohin; Lebewohl; Sehnsucht; Würde der Frauen; Des Sängers Fluch; Die Post; Lied eines Armen; Schäfers Sonntagslied; Die Mühle ohne Wasser; Der Sänger; Heimkehr; Mein Liebchen; Der Ritter; Mädchen und Blumen – Christian Elsner, Eugen Wangler
- Lieder: Sehnsucht; Frühlingslaube; Scheiden und Meiden; In der Ferne; Morgenlied; Nachtreise; Lied des Gärtners; Das Tal; Im Herbste; Lied des Gärtners; Seliger Tod; Die Kapelle; An einem heiteren Morgen; Ruhetal; Der Königssohn; Der Fischer; Das Mühlrad; Wiedersehn; Die Wehmut; Das geliebte Land; Nähe des Geliebten; An den Mond; Die Post; Der Traum; Es war ein König in Thule; Wohin; Perle, Träne und Tautropfen – Peter Schreier, Thomas Hans
- Gesänge aus Goethes Faust – Browner, Genz, Schelomianski, Freiburger Vokalensemble, Wolfgang Schäfer
- 24 mehrstimmige Lieder für Männerstimmen – Die Singphoniker

Kammermusik
- Septett op. 62; Trio op. 43 – Mithras Octet, Paul Rivinius (Klavier). Arte Nova Classics
- Septett Es-Dur op. 62 (+ Max Bruch: Septett op. ph.) – Consortium Classicum, Klöcker
- Septett Es-Dur op. 62 (+ Friedrich Witt: Septett F-Dur) – Charis-Ensemble
- Septett Es-Dur op. 62 (+ Franz Berwald: Septett B-Dur) – Berliner Oktett
- Klavierquartett; Klarinettenquartett in Es; Quintett für Klavier, Flöte, Klarinette, Viola, Cello – Consortium Classicum
- Kammermusik für Bläser und Streicher: Sonate concertante für Flöte und Klavier op. 35; Trio für Klarinette, Fagott und Klavier; Klarinettenquartett Es-Dur; 6 Walzer für 2 Klarinetten, 2 Hörner und 2 Fagott – Schlechta, Demmler, Ott, Pfitzenmaier, Sanders, Ziegler, Andres, Böcker u. a.
- Kammermusik mit Klarinette: Trio für Klarinette, Klavier und Fagott; Das Mühlrad für Sopran, Klarinette und Klavier; Trio für 2 Klarinetten und Viola – Stalder, Schmid, Stiftner, Jappe, Junghans, Speiser
- Trio für Klavier, Flöte und Violoncello op. 23,1; Flötensonate op. 35 (+ Schubert: Auf dem Strom D 943; Arpeggione-Sonate) – Konrad Richter, Karlheinz Zöller, Wolfgang Boettcher